# Mitterdorf an der Raab
Mitterdorf an der Raab là một đô thị thuộc huyện Weiz thuộc bang Steiermark, nước Áo. Đô thị Mitterdorf an der Raab có diện tích 20,94 km², dân số thời điểm năm 2005 là 2017 người.